# Wojska łączności ludowego Wojska Polskiego
Wojska łączności ludowego Wojska Polskiego – jeden z rodzajów wojsk Wojska Polskiego w latach 1943–1990.

## Pokojowa reorganizacja wojsk łączności
W chwili zakończenia wojny w składzie wojsk lądowych znajdowały się cztery pułki łączności (1., 2., 3. i 4.), dziesięć samodzielnych batalionów łączności (2., 3., 7., 8., 9., 10., 11., 15., 22. i bł 1 KA) oraz czternaście samodzielnych kompanii łączności (5., 7., 8., 11., 23., 36., 38. kablowo-tyczkowe, 22., 24. budowy linii telegraficznych, 9., 30., 32. telegraficzno-eksploatacyjne, 6. telegraficzno-budowlana i 10. radiowa) pozostające na etatach wojennych  wykorzystane były do odbudowy zniszczonych linii łączności na terenie kraju.
We  wrześniu 1945 roku większość jednostek łączności zreorganizowano. 3 pułk łączności przeniesiono na etat pokojowy i przemianowano na 1 pułk łączności. Na bazie 1 pł zorganizowano batalion łączności OW Śląsk, a n bazie 4 pł  batalion łączności OW Poznań. Rozformowano 7., 8., 15. bł i bł  1 KA, a znajdującą się tam kadrę i sprzęt wykorzystano do sformowania batalionów łączności OW Pomorze, Warszawa i Kraków, oraz dwóch kompanii łączności OW Lublin i Łódź. W oparciu o 3 batalion łączności i 22 batalion łączności MON powstał w Warszawie 1 batalion łączności Sztabu Generalnego. Natomiast 2., 9., 10. i 11. bataliony łączności przemianowano odpowiednio na: 4., 2., 5. i 3. liniowo-eksploatacyjne bataliony łączności. Wszystkie samodzielne kompanie łączności zostały rozformowane, a znajdujące się w nich środki wykorzystano do uzupełnienia formujących się jednostek Wojsk Ochrony Pogranicza.
W styczniu 1946 roku dokonano kolejnej redukcji wojsk łączności. Rozwiązano 4. i 5. lebł. 1 pułkowi łączności nieznacznie zwiększono stan osobowy. Wiosną 1946 roku rozformowany został 2 lebł oraz zreorganizowany 1 bł SG. W październiku 1946 roku batalionom i kompaniom łączności okręgów wojskowych nadano numerację: w OW Warszawa – 1 batalion łączności z Mińska Mazowieckiego, OW Pomorze – 2 batalion łączności z Bydgoszczy, OW Poznań – 3 batalion łączności (Poznań), OW Śląsk – 4 batalion łączności z Wrocławia, OW Kraków – 5 batalion łączności z Krakowa, OW Lublin – 7 kompania łączności z Lublina. 7 kompanię łączności przeformowano w 7 batalion łączności wykorzystując do tego celu sprzęt i ludzi rozwiązanej kompanii łączności OW Łódź.
Na początku 1947 roku jednostki łączności zostały ponownie zreorganizowane. 1 pułk łączności przeformowano na 1 szkolny pułk łączności. 1 batalion łączności SG przeniesiono na etat o wyższym stanie osobowym, a bataliony łączności okręgów wojskowych na etaty o mniejszym stanie osobowym. W styczniu 1948 roku 1 bł SG przemianowano na batalion łączności MON.
W połowie 1948 roku sformowano dwa pułki szkolne.: szkolny pułk radio i szkolny pułk telegraficzno-telefoniczny.
W wyniku wprowadzonych zmian w wojskach łączności zrezygnowano z utrzymywania samodzielnych pułków i kompanii. Podstawowym typem jednostki tych wojsk został batalion zabezpieczający zarówno potrzeby dowództw okręgów wojskowych, jak i szczebla centralnego. Ogólna liczba żołnierzy wojsk łączności zmalała z 54 00 w 1945 roku do 14 00 w 1948 roku.

## Okres przyspieszonego rozwoju wojsk łączności
Latem 1949 roku na bazie batalionu łączności MON utworzono Pułk Łączności MON o stanie osobowym 675 żołnierzy. Nowe etaty otrzymały 2. i 4 batalion łączności. W każdym batalionie znajdowało się po 236 żołnierzy.

## Symbolika
|  |  |  |  |  |  |  |  |